# Slava Raškaj
Slava Raškaj (ur. 2 stycznia 1877 w Ozalju, zm. 29 marca 1906 w Stenjevcu) – chorwacka głuchoniema malarka akwarelistka.

## Życiorys
Slava urodziła się w Ozalju, wówczas należącym do Królestwa Chorwacji i Slawonii, będącego częścią Monarchii Austro-Węgierskiej, w rodzinie należącej do klasy średniej jako Slavomira Friderika Olga. Rodzicami byli Vjekoslav i Olga, która była kierownikiem poczty. Głuchoniema od urodzenia. W wieku 7 lat została wysłana do Wiednia, gdzie spędziła lata 1885–1893 w szkole dla głuchoniemych dzieci i dorosłych. Pod wpływem nauczyciela sztuki zaczęła rysować i malować. Po powrocie do rodzinnego miasta lokalny nauczyciel Ivan Muha-Otoić zauważył jej talent i namówił rodziców, by wysłali ją do Zagrzebia do pracowni Vlaho Bukovaca. Na miejscu okazało się, że Bukovac nie chce jej pomóc, ale dziewczynką zaopiekował się w swoim atelier Bela Čikoš Sesija, który uczył ją rysunku. Techniki akwareli i pasteli poznawała samodzielnie. Przez ten czas mieszkała w Państwowym instytucie dla Głuchoniemych Dzieci. W tym czasie dyrektorem szkoły został jej nauczyciel z Ozalju Ivan Muha-Otoić, który udostępnił jej na pracownię byłą kostnicę.
Pod koniec lat 90. XIX wieku zaczęła malować w plenerze, głównie w ogrodzie botanicznym i parkach. W 1899 powróciła do Ozalju, gdzie nadal malowała w plenerze, co było nietypowe w tamtym okresie. Jej prace po raz pierwszy zostały pokazane publicznie w Pawilonie Sztuki w Zagrzebiu, wkrótce po jego otwarciu w 1988. Sześć akwareli wystawiono obok prac takich malarzy jak Menci Clement Crnčić i Vlaho Bukovac. Wystawiała również w Petersburgu i Paryżu.

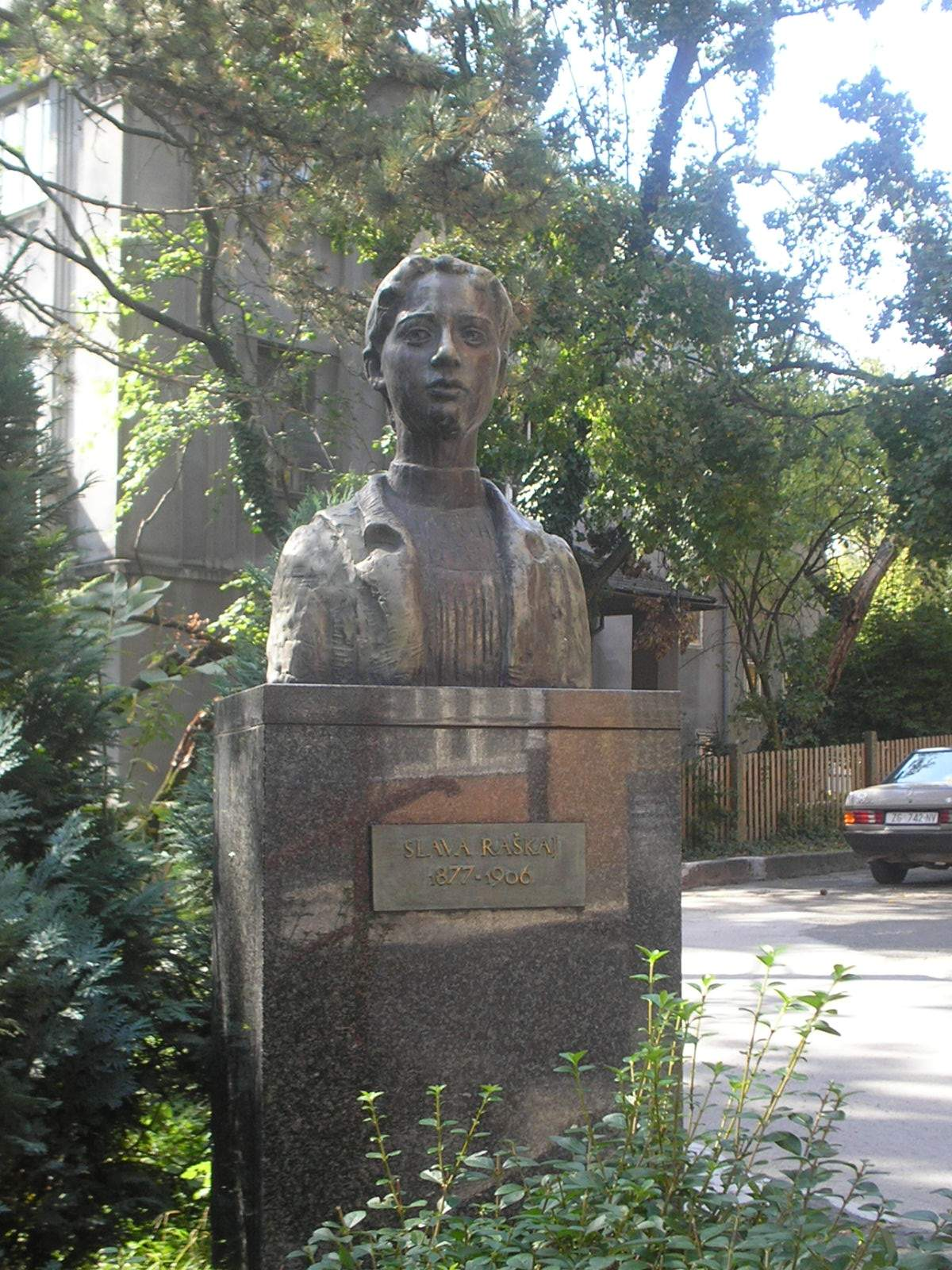
Pomnik artystki w Zagrzebiu

W 1900 pojawiły się u niej objawy depresji, która spowodowała umieszczenie jej w 1903 w szpitalu psychiatrycznym w Stenjevcu (obecnie dzielnica Zagrzebia). Zmarła tam w 1906 na gruźlicę.

## Upamiętnienie
- Jej relacje z Sesiją stały się w 2004 kanwą filmu Sto minuta Slave w reżyserii Dalibora Matanicia[4].
- W grudniu 2000 Narodowy Bank Chorwacji wybił okolicznościową srebrną monetę 200 kun poświęconą malarce w ramach serii Znane Chorwatki. Projektantem monety był Kuzma Kovačić[5].
- Nazwane jej imieniem Centrum Edukacyjne w Zagrzebiu zajmuje się nauką mowy i edukacją praktyczną dzieci głuchoniemych[6]

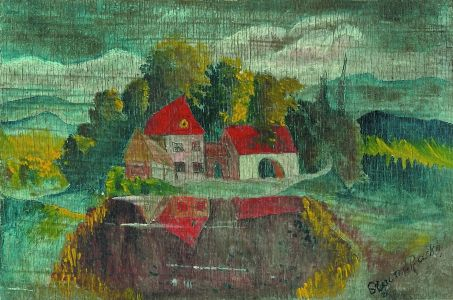
Marzec (1890)
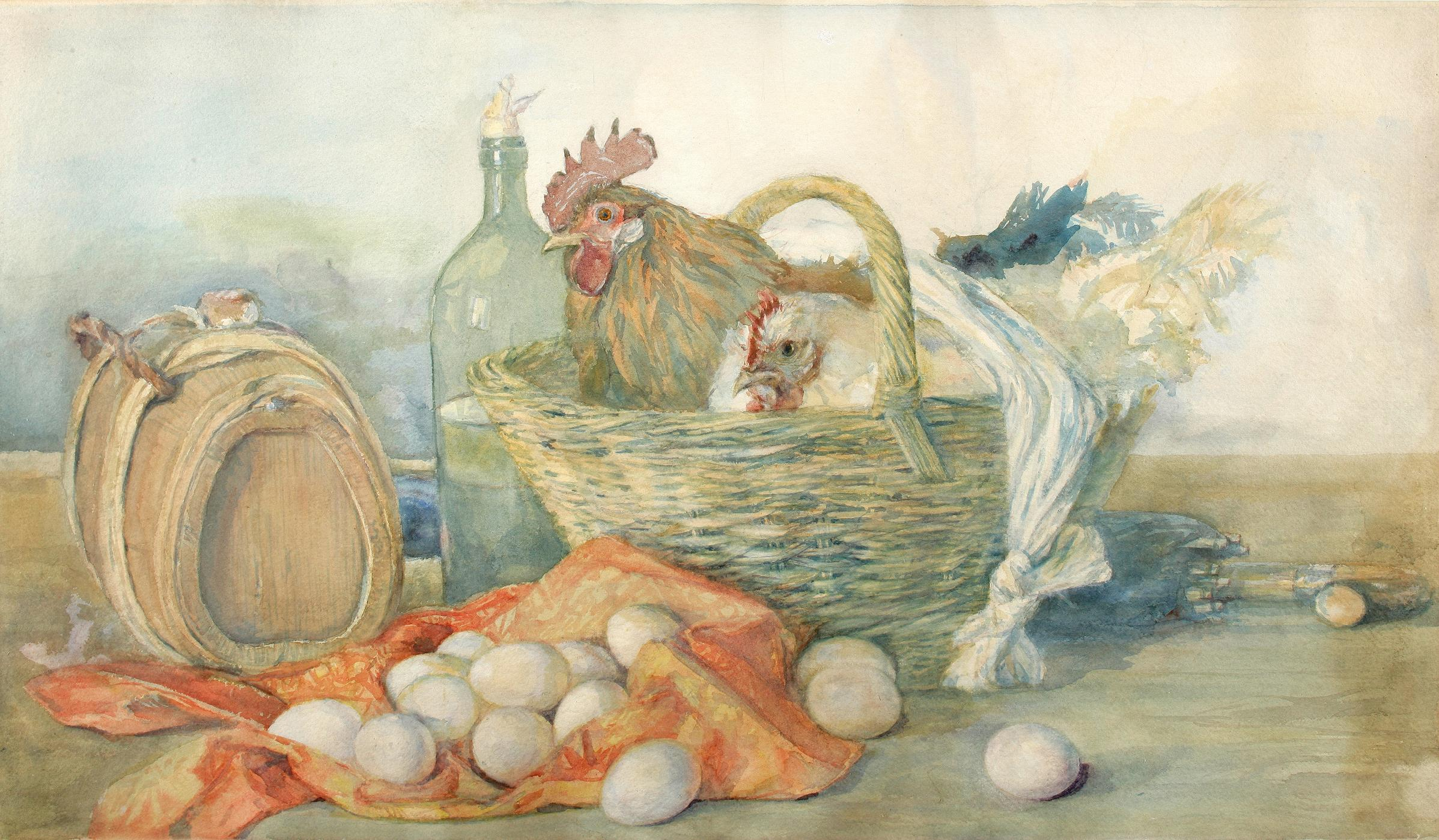
Żółty kogut i biały kurczak (1896)
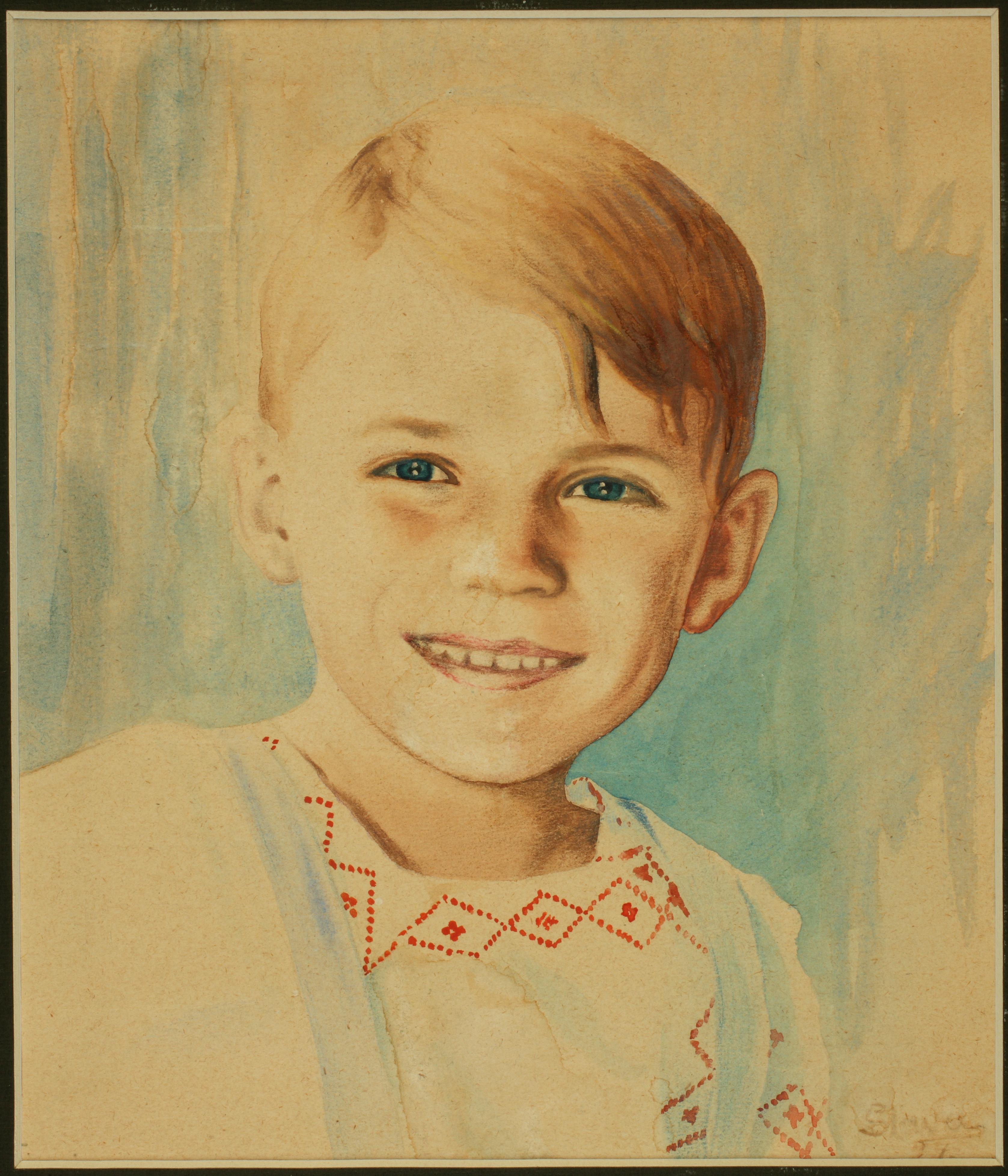
Mała głuchoniema Vera Papić ze wsi (1897)
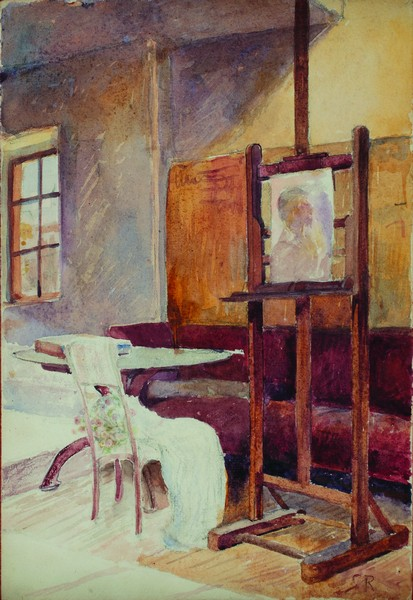
Śnienie w pracowni dawnej kostnicy (1897)
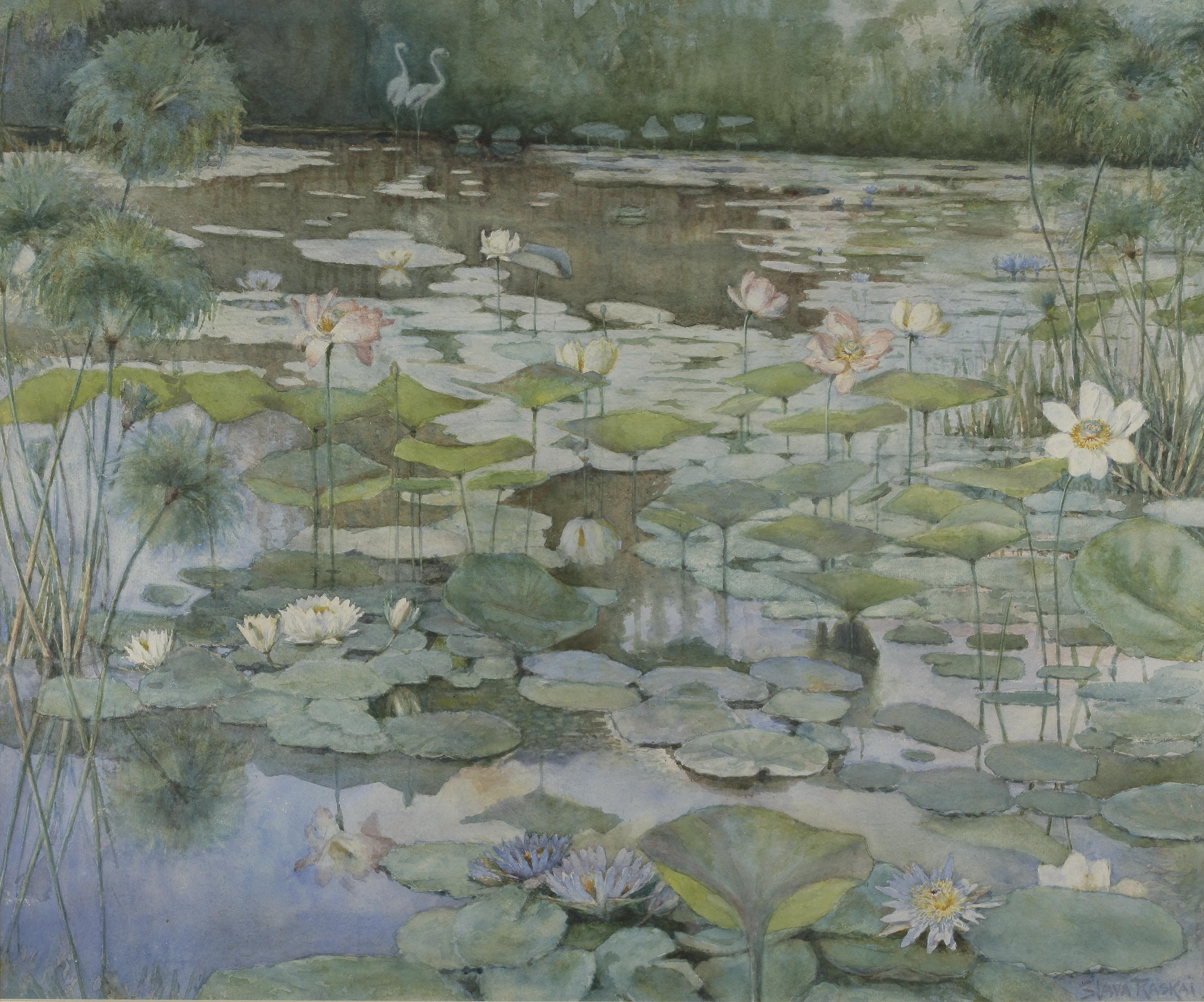
Lilie wodne (1899)